# Brasserie de Silenrieux
La brasserie de Silenrieux est une brasserie belge située à Silenrieux près des Lacs de l'Eau d'Heure, dans la commune de Cerfontaine en province de Namur. Elle est connue pour ses bières à base d'épeautre (la Joseph) et de sarrasin (la Sara).

## Brasserie
Le laboratoire brassicole de Louvain-la-Neuve collabora avec la brasserie pour mettre au point deux bières originales élaborées à base d'épeautre ou de sarrasin et non d'orge malté comme la plupart des bières classiques.
La brasserie ouvre ses portes en 1991 en produisant la Joseph, bière blanche d'épeautre et la Sara, bière brune de sarrasin. Ces bières rencontrant un succès toujours croissant sont aujourd'hui exportées en France, Angleterre, Italie, Norvège, Suède, Canada, Japon et États-Unis.
Actuellement, d'autres bières à base d'orge sont aussi brassées ainsi que les bières La Joseph et La Sara en version biologique certifiée Certisys.

## Bières

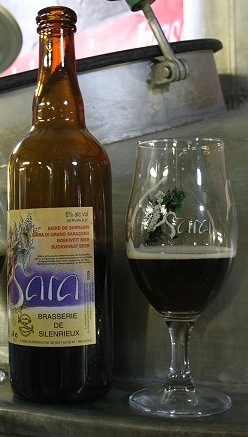
La Sara

- La Joseph, bière blanche d'épeautre de fermentation haute, refermentée sur lie en bouteille titrant 5,4 % en volume d'alcool. La version bio titre 5 % en volume d'alcool.
- La Sara, bière brune de sarrasin de fermentation haute, refermentée sur lie en bouteille titrant 6 % en volume d'alcool. La version bio titre aussi 6 % en volume d'alcool.
- La Noël de Silenrieux, bière noire de saison de fermentation haute et refermentée en bouteille titrant 9 % en volume d'alcool.
- Le Pavé de l'Ours, bière ambrée spéciale au miel, de fermentation haute, refermentée sur lie en bouteille titrant 7,5 % en volume d'alcool.
- L'Autruche, bière blonde des Gilles de fermentation haute et refermentée en bouteille titrant 7,5 % en volume d'alcool. Elle se déguste dans un pot en grès[3].
- La Cuvée des Lacs de l'Eau d'Heure, bière biologique blonde sans gluten titrant 5,2 % en volume d'alcool.
- La Kriek de Silenrieux, gueuze à la cerise titrant 5 % en volume d'alcool.

## Sources
- Brasserie, bières Sara et Noël de Silenrieux reprises dans : Bières du Monde, Éditions Prisma - 2011, page 215 -  (ISBN 978-2-8104-0178-9)
- (nl) Bieren en Brouwerijen van België – Adelijn Calderon – 2009 –  (ISBN 978-90-7713-518-1)
- Site Le Petit Futé/brasserie-de-silenrieux